# Zoe Ann Jensen-Olsen
Zoe Ann Jensen-Olsen (Council Bluffs, Estados Unidos, 11 de febrero de 1931) es una clavadista o saltadora de trampolín estadounidense especializada en trampolín de 3 metros, donde consiguió ser subcampeona olímpica en 1948.

## Carrera deportiva
En las Olimpiadas de 1948 celebradas en Londres ganó la medalla de plata en el trampolín de 3 metros; cuatro años después, en los Juegos Olímpicos de 1952 celebrados en Helsinki (Finlandia) ganó la medalla de  en los saltos desde el trampolín de 3 metros, con una puntuación de 127 puntos, tras su compatriota estadounidense Patricia McCormick y la francesa Madeleine Moreau.